# 西澤京平
西澤 京平（にしざわ きょうへい）は、作曲家・編曲家・音楽プロデューサー。所属レーベルはEFFECTMUSIC。

## 来歴・人物
10代の頃より、ギタリスト、ベーシスト、ドラマーとしてバンド活動をする。現在、ほぼすべての楽曲をDTMで制作。 ニコニコ動画やYouTube用配信コンテンツ、インディーズ映像作品のサウンドトラック（スコア、劇伴）中心の作曲家・編曲家。相当のギターオタク。

## 作品

### アルバム
| 発売日        | タイトル                                    | 規格品番    | EANコード     | ASINコード      |
| ------------- | ------------------------------------------- | ----------- | ------------- | --------------- |
| 2013年3月10日 | マーダーケース オリジナル・サウンドトラック | EFCM-3013   | 4571384596275 | ASIN B00BM0PZAW |
| 2013年10月4日 | ブラスター オリジナル・サウンドトラック     | EFCM-303014 | 4571384598415 | ASIN B00FL7V12I |